# Барби ученичка в академия за принцеси
"Барби:Ученичка в академия за принцеси" (на английски: Barbie Princess Charm School) е американски анимационен филм от 2011 г. Той е шестнайсетия филм от поредицата Барби. Филмът излиза на DVD през 13 септември 2011 г.

## Синхронен дублаж
Филмът има синхронен дублаж на български от дублажното студио Александра Аудио. Екипът се състои от:
| Изпълнителен продуцент | Васил Новаков |
| Преводач               | Милена Васкова |
| Озвучаващи артисти     | Христина Ибришимова Василка Сугарева Живка Донева Поля Цветкова Нина Гавазова Елена Бойчева Яна Огнянова Златина Тасева Надя Полякова Веселин Калановски Стоян Цветков Лина Шишкова |
| Тонрежисьор            | Георги Тончев |
| Режисьор на дублажа    | Петър Върбанов |